# Giám sát tình trạng con lăn băng tải tự động
Giám sát tình trạng con lăn băng tải tự động là một lĩnh vực mới nổi lên do nhu cầu làm cho băng tải xử lý hàng loạt đáng tin cậy hơn.
Hệ thống băng tải được sử dụng rộng rãi để vận chuyển liên tục các vật liệu khối khô (ví dụ than, quặng sắt) trên các khoảng cách khác nhau.  Một loạt các ngành công nghiệp như khai thác mỏ, ngành điện, sản xuất xi măng và các thiết bị đầu cuối số lượng lớn phụ thuộc vào hiệu suất của các hệ thống băng tải.  So với các chế độ vận chuyển hàng loạt khác như vận tải đường bộ và đường sắt, hệ thống băng tải đai cung cấp nhiều lợi thế như công suất cao hơn, chi phí thấp hơn, hiệu quả cao hơn, ít sự tham gia của con người và độ tin cậy đã được chứng minh (Roberts, 1981; Smith và Spriggs, 1981).
Cùng với sự phát triển thương mại quốc tế về vật liệu khối lớn, nhu cầu vận chuyển vật liệu rời ngày càng tăng.  Tương ứng, các hệ thống băng tải đai quy mô lớn đã được lắp đặt để đáp ứng nhu cầu về công suất cao hơn và ứng dụng vận chuyển liên tục các vật liệu rời (Harrison và Roberts, 1983; Lodewijks, 2011).
Thời gian ngừng hoạt động của hệ thống băng tải dẫn đến việc ngừng vận chuyển vật liệu rời, ảnh hưởng đến quá trình xử lý và sản xuất vật liệu tiếp theo, và do đó gây ra tổn thất tài chính nghiêm trọng.  Trong một nhà máy khai thác, chẳng hạn, sáu mươi phần trăm thời gian ngừng hoạt động của nhà máy được quy cho các vấn đề về băng tải (Steinberg, 1983).  Chi phí thời gian chết của hệ thống băng tải có thể thay đổi từ ứng dụng này sang ứng dụng khác. Thiệt hại tài chính do thời gian ngừng hoạt động của các hệ thống băng tải có thể nằm trong khoảng từ 100.000 đến 200.000 Euro mỗi giờ, xem xét việc mất doanh thu từ vận chuyển vật liệu và ngừng hoạt động của các cơ sở xử lý vật liệu tiếp theo (Lodewijks, 2015).
Sự chậm trễ trong sản xuất băng tải và các vấn đề về độ tin cậy nói chung là kết quả của sự thất bại ở một trong ba thành phần chính của hệ thống băng tải.  Các vành đai, ổ đĩa / hộp số hoặc các yếu tố lăn băng tải.  Trong đó - Trình điều khiển băng tải là thành phần nhiều nhất trên hệ thống băng tải.  Nó đã được chứng minh rằng sự cố con lăn băng tải trong các mỏ than ngầm là nguyên nhân hàng đầu của hỏa hoạn.  Điều này thể hiện một mối nguy hiểm đáng kể cho công nhân mỏ than.

## Phương pháp kiểm tra

### Bên trong con lăn
Vayeron là một công ty có trụ sở tại Úc đã phát triển một thiết bị cảm biến phần cứng được thiết kế để nhúng vào chính con lăn băng tải.  Smart-người làm biếng ™ là một con lăn băng tải điều kiện giám sát & tự động prognostics công nghệ được nhúng trong con lăn băng tải khi họ được sản xuất.  Thiết bị theo dõi nhiệt độ, độ rung, âm thanh và độ mòn của vỏ lăn để dự đoán sự cố của con lăn băng tải.  Điều này cuối cùng làm cho việc theo dõi tình trạng con lăn băng tải hiệu quả hơn và giảm thời gian ngừng hoạt động.  Cảm biến Smart-Idler ™ hoạt động mà không cần pin, lấy năng lượng trực tiếp từ vòng quay của băng tải, sử dụng phương pháp thu năng lượng theo kiểu máy phát điện khi nó quay trong khi hoạt động trong băng tải.  Các công ty sản xuất con lăn băng tải có thể tích hợp Smart-Idler ™ trong các sản phẩm con lăn băng tải của họ để tạo ra sản phẩm con lăn nâng cao cho khách hàng của họ - chủ sở hữu và người vận hành hệ thống băng tải.  Các cảm biến nhúng có khả năng giám sát đa phương thức.  Các thông số như nhiệt độ vòng bi, độ rung, âm thanh và độ mòn của vỏ lăn được theo dõi và phân tích để xác định tình trạng hư hỏng của con lăn và sự cố sắp xảy ra của cờ.

### Bên ngoài con lăn
Các công nghệ giám sát gắn ngoài cũng đang được ngành công nghiệp điều tra.  Phần lớn cho thấy kết quả hỗn hợp của thành công, những công nghệ được đề xuất này chủ yếu là các sáng kiến dựa trên nghiên cứu.  Một sự phức tạp nảy sinh từ việc phát hiện các con lăn hỏng cụ thể bằng cách sử dụng các công nghệ giám sát tổng quát như cáp quang hoặc đầu dò giám sát rung được gắn vào khung băng tải.  Bản chất chung, không cụ thể của các công nghệ này có nhiều vấn đề tương tự như các vấn đề gặp phải với các công cụ hỗ trợ giám sát truyền thống được sử dụng bởi nhân viên kiểm tra.  Màn hình âm thanh, Camera hồng ngoại và bất kỳ công nghệ nào khác không giám sát các con lăn một cách toàn diện, thường không dự đoán chính xác sự cố con lăn sắp xảy ra.  Điều này là do lỗi con lăn băng tải là đa phương thức và được biểu thị qua nhiều tín hiệu lỗi khác nhau không chỉ được xác định bằng cách sử dụng các hệ thống phát hiện chế độ đơn, đặc trưng của đầu dò sợi quang hoặc bộ rung được gắn vào cấu trúc băng tải.

## Lợi ích kinh tế của tự động giám sát con lăn băng tải

### Tăng tiện ích tài sản
Mức sản xuất tăng là động lực chính cho hầu hết các dự án cải tiến.  Lợi nhuận hoạt động từ mức sản xuất tăng là dòng tiền tăng thêm vào doanh nghiệp.

### Kiểm soát chi phí bảo trì
Dự án cải tiến có thể tập trung vào việc giảm chi phí bảo trì thông qua hoạt động hiệu quả hơn.

### Phân bổ nguồn lực (phi con người)
Tăng cường kiểm soát hàng tồn kho hoặc giảm hàng tồn kho tổng thể tại chỗ do tính chất mục tiêu của hệ thống giám sát con lăn băng tải tự động sẽ tạo ra khoản tiết kiệm hoạt động lớn cho doanh nghiệp.  Một quy trình quản lý phụ tùng hiệu quả và tập trung hơn, quy trình có thể dẫn đến chi phí hoạt động kinh doanh ít liên quan hơn.  Ngoài ra, việc cải thiện các thiết bị cụ thể như băng tải có thể tăng tuổi thọ của thiết bị và do đó, trì hoãn chi phí thay thế thiết bị trong tương lai.  Do đó, giảm tổng chi phí sở hữu (TCO).

### Phân bổ nguồn nhân lực
Trong trường hợp thích ứng với các công nghệ và chiến lược có lợi cho bảo trì hơn, có thể cần ít nhân sự hơn.

### Tuân thủ HSE
Các công ty phải tuân thủ ngày càng nhiều các quy định về Sức khỏe, An toàn và Môi trường (HSE).  Điều này có thể dẫn đến dòng tiền âm từ hình phạt cao và/hoặc mất giấy phép hoạt động.